# Batajnica
Batajnica ( in serbo Батајница) è un sobborgo del comune di Zemun, a sua volta facente parte della città di Belgrado in Serbia. 
Nel 2012 contava una popolazione di oltre 37.000 abitanti.

## Geografia fisica
Essa si trova nell'antica regione della Sirmia ed è la parte più nord-occidentale della municipalità di Belgrado. Essa è vicina alla riva destra del Danubio ma non sul fiume stesso, a causa della possibili inondazioni: una collinetta di 114 m di altezza separa l'insediamento dal fiume.
Essa sta a circa 25 km dalla periferia di Belgrado, ma solo a 6 km da Nova Pazova e Novi Banovci, insediamenti velocemente crescenti della città di Stara Pazova.

## Storia
Tombe appartenenti alla cultura di Vučedol dell'Età del bronzo sono state rinvenute nel territorio di Batajnica. Il primo segnale del moderno insediamento risale al 1708, quando viene citata una scuola locale e documenti del 1725 e del 1753 parlano di un piccolo villaggio di 90 proprietà di benestanti. L'insediamento, nella sua forma moderna, trae origine dal periodo dell'abolizione della frontiera militare del 1873 e dalle ex dimore dei soldati e delle loro famiglie. Tra le due guerre mondiali Batajnica fu sede do distretto (srez). Dopo la seconda guerra mondiale entrò a far parte del distretto di Zemun, ma in qualità di municipalità distinta e con Zemun divenne parte del distretto di Belgrado allorché, nel 1955, le municipalità vennero abolite.
Pur non essendovi alcun collegamento urbano con la città di Belgrado, Batajnica venne dichiarata parte della Città di Belgrado (uža teritorija grada), agli inizi degli anni settanta, perdendo lo status di comune indipendente.

## Popolazione
Nel XX secolo Batajnica ha visto una crescita costante della sua popolazione, con un particolare incremento dalle popolazioni vicine nella metà degli anni 1990, quali profughi delle guerre jugoslave, quando l'operazione militare "Tempesta", condotta da forze armate croate, costrinse all'esilio circa 250.000 serbi, prima abitanti in Croazia, molti dei quali si sistemarono nei sobborghi di Belgrado.
L'evoluzione della popolazione di Batajnica, secondo le cifre censuarie (fino al 1971 come comune a sé stante, dal 1981 come sobborgo di Belgrado), è stata la seguente:
- 1921 - 2.486
- 1953 - 5.291
- 1971 - 14.567
- 1981 - 18.599
- 2002 - 30.172
- 2012 - 37.856

## Infrastrutture e trasporti

### Ferrovie
Batajnica si trova sulla linea ferroviaria Belgrado-Novi Sad ed un punto ove la linea ferroviaria si biforca e attraverso la parte della Sirmia di Belgrado, attraversa la Sava ad Ostružnica e continuando attraverso i sobborghi di quest'ultima forma una cintura ferroviaria interna alla città.

### Strade
Batajnica si trova sul collegamento stradale Belgrado-Novi Sad: la vecchia strada (Stari Novosadski put) e la nuova autostrada Belgrado-Novi Sad. Le due strade corrono parallele da Zemun (quella vecchia denominate ufficialmente Batajnički drum) e proprio all'ingresso in città esse si incrociano: quella vecchia prosegue nel centro cittadino per proseguire nella Vojvodina, verso Nova Pazova e Novi Sad. Due importanti strade regionali si dipartono da Batajnica: una in direzione sud-ovest, verso Ugrinovci, e l'altra in direzione nord, verso Novi Banovci.
Batajnica è inoltre collegata a Belgrado con molte linee di autobus urbani.

## Architettura

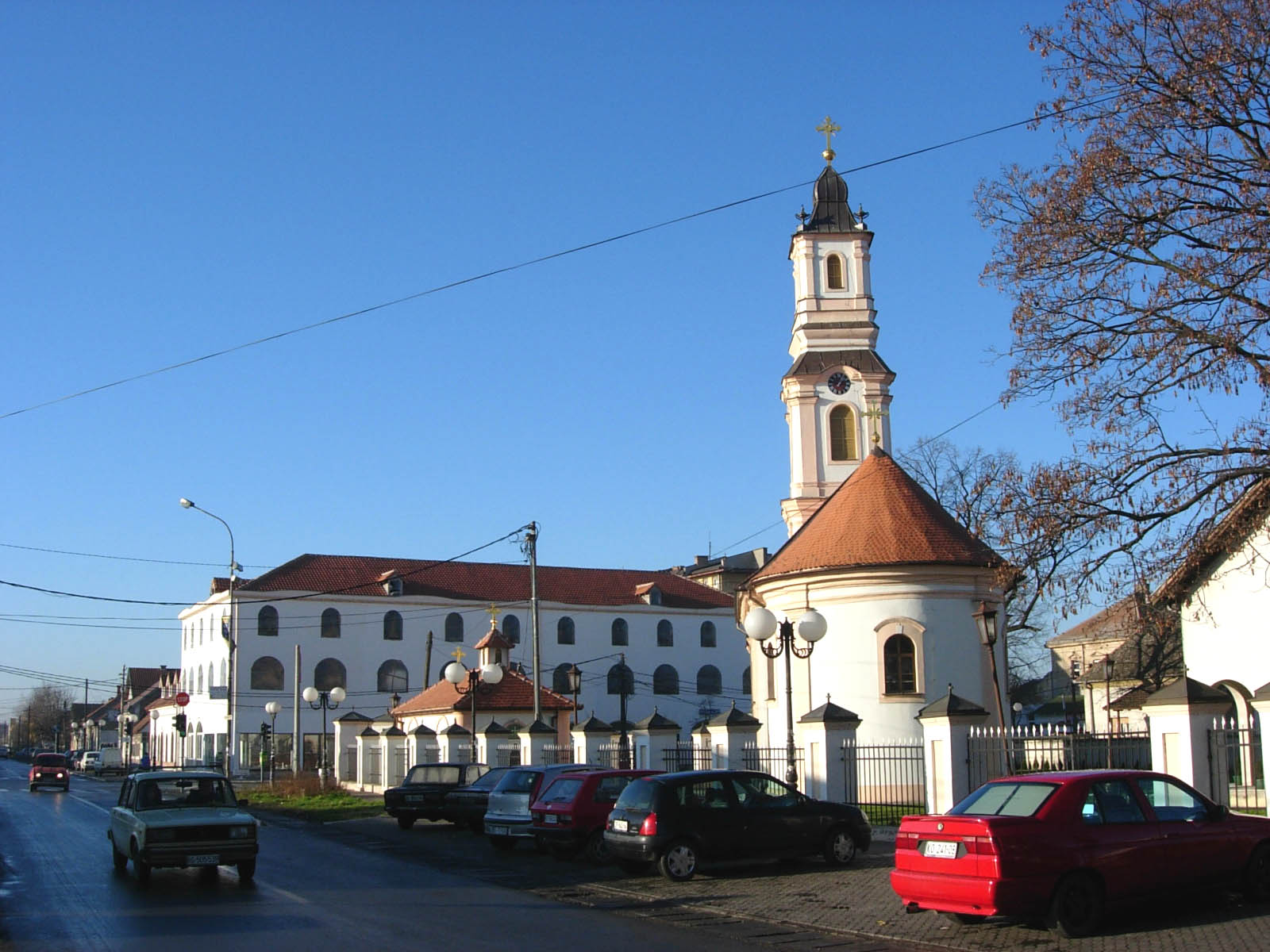
La chiesa dei santi Michele e Gabriele a Batajnica

La chiesa dei santi Michele e Gabriele a Batajnica fu eretta fra il 1780 e 1785 in stile barocco. Essa contiene in particolare un'iconostasi dipinta da Teodor Kračun, uno dei più importanti pittori barocchi serbi del XVIII secolo e per il suo valore costituisce uno dei beni culturali protetti della città di Belgrado..